# PhoenixGo
PhoenixGo，即凤凰围棋，為腾讯公司微信翻譯團隊所開發的電腦圍棋軟體。

## 簡介
PhoenixGo是由騰訊公司的微信翻譯團隊依照Google DeepMind在科學期刊《自然》上對於AlphaGo Zero所發表的論文所實做出的開源電腦圍棋程式。也就是不使用人類棋譜與累積的圍棋知識，僅實做圍棋規則，使用單一類神經網路從自我對弈中學習（不像AlphaGo以人類角度思考，設計了Policy Network與Value Network）。
團隊除了以BSD许可证釋出可供對弈的程式碼以外，另外釋出了20 blocks的訓練資料供下載，但由於未放出訓練程式碼或完整的原始訓練資料（如棋譜）。但開放的20 blocks版本棋力相較於比賽版本弱不少，且使用不同的架構，相較於同時間開源且開放訓練資料的其他軟體（主要是Facebook的ELF OpenGo），社群可重複利用的資源較少。
現今在野狐围棋所使用的帳號名稱金毛測試與金毛陪練，故暱稱為「金毛」。

## 成績

### 野狐围棋
PhoenixGo曾經以多個帳號在同集團的野狐围棋上對弈：
- 帳號金毛測試以單片NVIDIA Tesla P40進行對弈，勝率在90%以上[4]，並且列為10段帳號[8]。
- 帳號BensonDarr勝率也在90%以上，並且列為10段帳號[9]。

### CGOS
PhoenixGo在2018年3月以cronus為名在CGOS上對弈，其中cronus_v0.1.3是CGOS在2019年9月前排名最高的對弈程式（被tesla_sp超越），於2020年5月，BayesElo約4435分。

### 2018世界人工智能围棋大赛
PhoenixGo在2018年4月以「凤凰围棋」身份參加自家騰訊主辦的2018世界人工智能围棋大赛，並以全勝戰績取得冠軍。

## 相關連結
- AlphaGo Zero，所參考論文的電腦圍棋軟體。
- 计算机围棋
- 圍棋軟體

## 註解
1. ↑  帳號包括BensonDarr、时空奇点、金毛测试、金毛陪练。

## 外部連結
- 官方网站